# Den Store Danske Encyklopædi

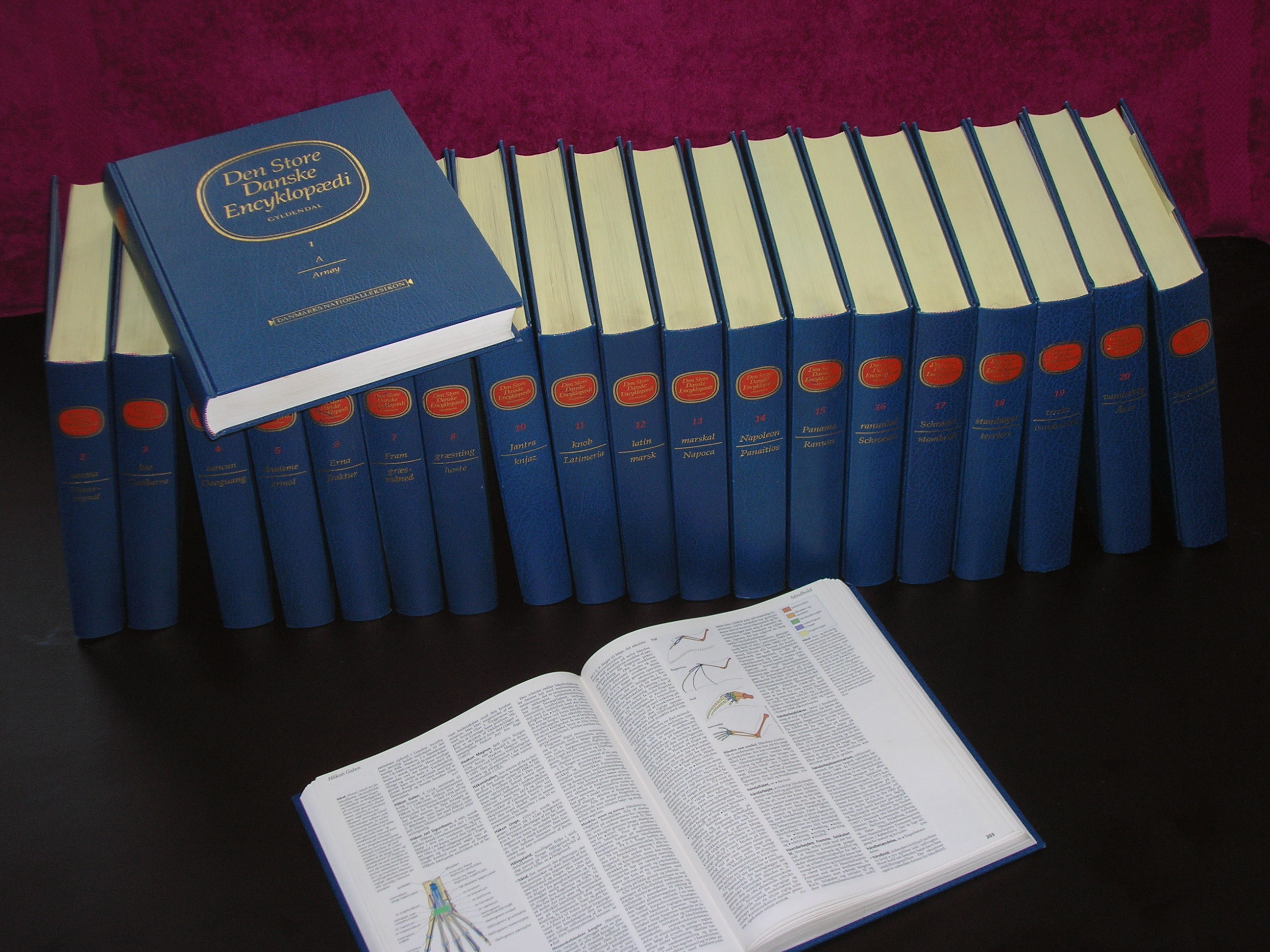
Den Store Danske Encyklopædi

Den Store Danske Encyklopædi (La Grande Encyclopédie danoise) est la plus grande encyclopédie contemporaine en langue danoise. Elle est publiée par Danmarks Nationalleksikon A/S, une filiale de Gyldendal.

## Présentation
Cette encyclopédie initialement en 20 volumes fut réalisée entre 1994 et 2001, suivie d'un volume supplémentaire en 2002 et de deux index en 2003.